# Декроли, Жан Овидий
Жан Овидий Декроли (23 июля 1871 — 12 сентября 1932) — бельгийский педагог, психолог и врач.

## Биография
Родился 23 июля 1871 г. в г. Ронсе в Бельгии. В 1901 году окончил медицинский факультет Гентского университета, занимался медицинской исследовательской работой в Берлине, Париже. Переехал в Брюссель, работал ассистентом в клинике. В 1912 руководил курсами повышения квалификации учителей. После этого открыл «Институт для умственно отсталых детей». В 1907 г. создал для здоровых детей «Школу жизни через жизнь». С 1920 г. профессор гигиены и лечебной педагогики Брюссельского университета.

## Педагогические идеи
Ж. О. Декроли писал: « Я имею целью создать связь между науками, заставить их сойтись в одном центре. Этот центр — ребёнок, к которому всё сходится, от которого всё расходится».
Декроли писал, что педагогическая деятельность должна способствовать осознанию ребенком собственного «Я», познанию среды обитания, где ему предстоит осуществить свои идеалы, цели и желания.
Ж. О. Декроли считал, что школа должна быть вне политики и надклассовой. Основная цель воспитания — к жизни, для жизни, через жизнь. Ж. О. Декроли писал: «Воспитание должно быть умственным, нравственным и физическим, но, кроме того, оно должно быть приспособлено к склонностям каждого ребёнка, должно также содействовать приспособлению к зрелой жизни». Центр педагогического процесса — ребёнок, его внутренний мир, потребности, интересы, способности. Ребёнку важнее всего знать самого себя, как у него всё устроено, как работают его органы, каково их назначение. Почему он чувствует голод, жажду, холод, сонливость, почему он боится или сердится, какие у него недостатки и качества. Поэтому важный принцип — концентрация программы школы в круг центров интересов: «Ребёнок и его организм», «Ребёнок и Вселенная» и т. д. Педагог играет роль помощника и консультанта. А. И. Пискунов пишет: «Основой обучения, и воспитания у О. Декроли стали учебные комплексы, названные им „центрами интересов“, сущность которых состояла в организации работы детей вокруг таких тем, которые более отвечают детским интересам и потребностям. Конкретно это выражалось в том, что на занятиях дети наблюдали, читали, писали, рисовали, лепили и т. д. только то, что было связано с заданной им темой». Ж. О. Декроли создал систему дидактических игр, обеспечивающих сенсорное развитие детей. Игра, по Ж. О. Декроли, — радостная творческая деятельность. Для развития мышления предложил систему классификации и коллекционирования. Выступал против: формализма в обучении и воспитании; оторванности школы от жизни; зубрёжки; игнорирования интересов детей.
Изображен на бельгийской почтовой марке 1981 года.

## Труды
- «Психология рисования»
- «Несколько соображений о психологии и гигиене чтения»
- «Школа и воспитание»